# Pokhariya (Morang)
Pokhariya – gaun wikas samiti we wschodniej części Nepalu w strefie Kośi w dystrykcie Morang. Według nepalskiego spisu powszechnego z 2001 roku liczył on 548 gospodarstw domowych i 2773 mieszkańców (1358 kobiet i 1415 mężczyzn).